# Darmar
Darmar (en árabe: دار اللماعي‎) es una localidad marroquí perteneciente al municipio de Zinat, en la región de Tánger-Tetuán-Alhucemas. Desde 1912 hasta 1956 perteneció a la zona norte del Protectorado español de Marruecos.